# Пухівська вулиця
Пу́хівська ву́лиця — вулиця в Деснянському районі міста Києва, місцевість Вигурівщина. Пролягає від вулиці Сержа Лифаря та Крайньої вулиці до межі міста.

## Історія
Вулиця виникла на транспортній артерії, що пролягає від Крайньої вулиці до ТЕЦ-6. Сучасна назва — з 1980 року, від села Пухівка Київської області, у напрямку якого пролягає вулиця.
Існувала також Пухівська вулиця на Воскресенській слобідці (ліквідована у 1980 році).

## Див. також

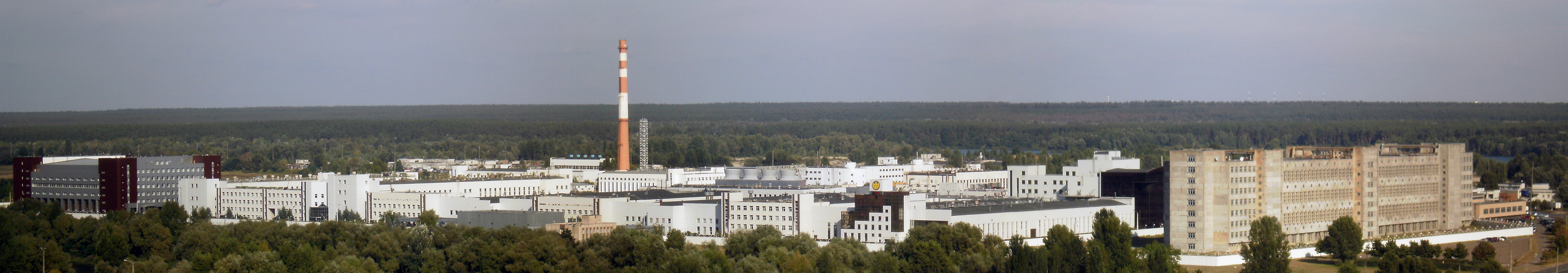
Банкнотно-монетний двір